# Charlotte Lennox
Pour les articles homonymes, voir Lennox.
Barbara Charlotte Lennox, née Ramsay vers 1730 ou en 1720, selon les sources soit à Gibraltar soit à New York et morte le 4 janvier 1804 à Londres, est une romancière, dramaturge, poète, directrice de publication et traductrice, une des premières romancières de la littérature anglaise du XVIIIe siècle. Elle est célèbre pour avoir été l'auteure du roman The Female Quixote (en) et reconnue par les figures littéraires de son temps tels que Samuel Johnson, Henry Fielding et Samuel Richardson.

## Biographie

### Une jeunesse mystérieuse

#### Des dates et des lieux de naissance incertains
Charlotte Ramsay est probablement née à Gibraltar, mais d'autres sources indiquent la ville de New York. D'après sa biographe Miriam Rossiter Small, Charlotte Lennox serait née probablement à New York en 1720 et aurait séjourné en Amérique jusqu'en 1735 où elle aurait été envoyée en Grande-Bretagne (royaume). D'après les dires de Charlotte Ramsay, elle serait la fille de James Ramsay, nommé gouverneur ou lieutenant-gouverneur de New York en 1720. Sauf qu'il n'existe aucun document officiel faisant état d'un James Ramsay occupant ce poste. En revanche, les documents de l'époque font état d'un certain James Ramsay lieutenant général d'un régiment d'infanterie, puis premier lieutenant de 1726 à 1738, année où il nommé capitaine d'un des quatre Corps of Invalids (Grande Bretagne) (en) ayant leurs quartiers à New York,,,,.
Ce que nous savons est que la jeune Charlotte Ramsay vit à Albany de 1720 à 1735, qu'elle est la fille d'un officier. Les indices sont fondés par deux de ses romans Harriot Stuart publié vers 1750 et Euphemia publié vers 1790 dont plusieurs scènes se déroulent à New York, dans la vallée de l'Hudson (en), à Schenectady et dans les environs d'Albany. Les descriptions géographiques et des populations sont d'une grande précision et ne peuvent avoir été écrites que par une personne du cru ou tout du moins qui en avait une connaissance directe. Qui fait qu'elle est souvent nommée comme étant la première romancière américaine ou la première romancière de la période coloniale de l'Amérique du Nord,,.

#### Le séjour en  Grande Bretagne
Les circonstances de son voyage en Grande Bretagne en 1735 (?) sont obscures, les biographes ont dû extrapoler des éléments de son premier roman Harriot Stuart qui ressemble à une semi-autobiographie. Très peu de choses sont connues de la vie de Charlotte Ramsay entre 1735 et 1747, les données sont plus que maigres. Il semble qu'après la mort de son père le 10 mars 1742 la laissant dans le dénuement, elle est recueillie par Lady Rockingham et la  Duchesse de Newcastle, puis elle accepte un poste de dame de compagnie auprès de Mary Luckyn, la veuve de Sir William Luckyn à Messing Hall dans l'Essex, puis elle devient très rapidement la dame de compagnie de Lady Isabella Finch,.

#### Son mariage

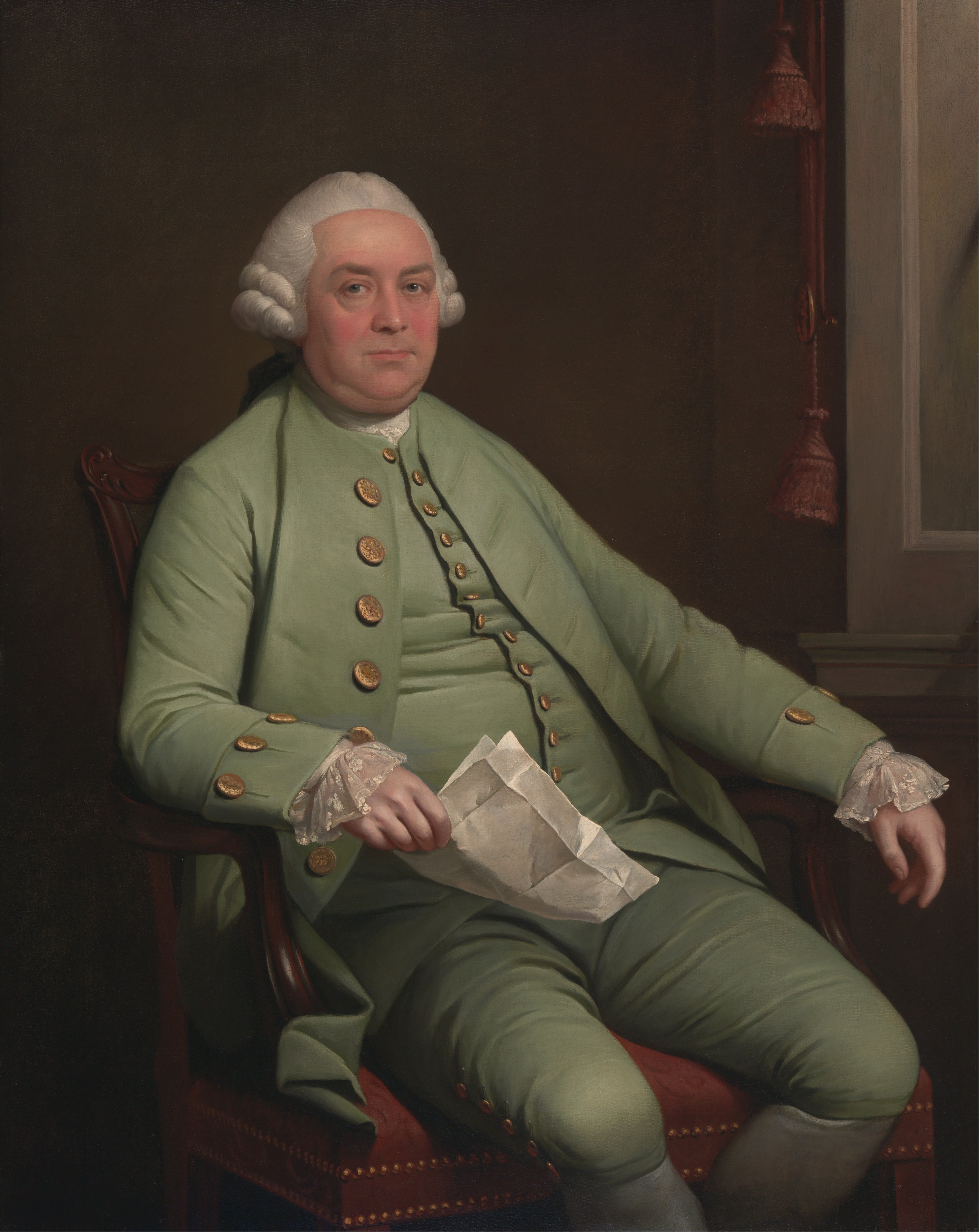
William Strahan.

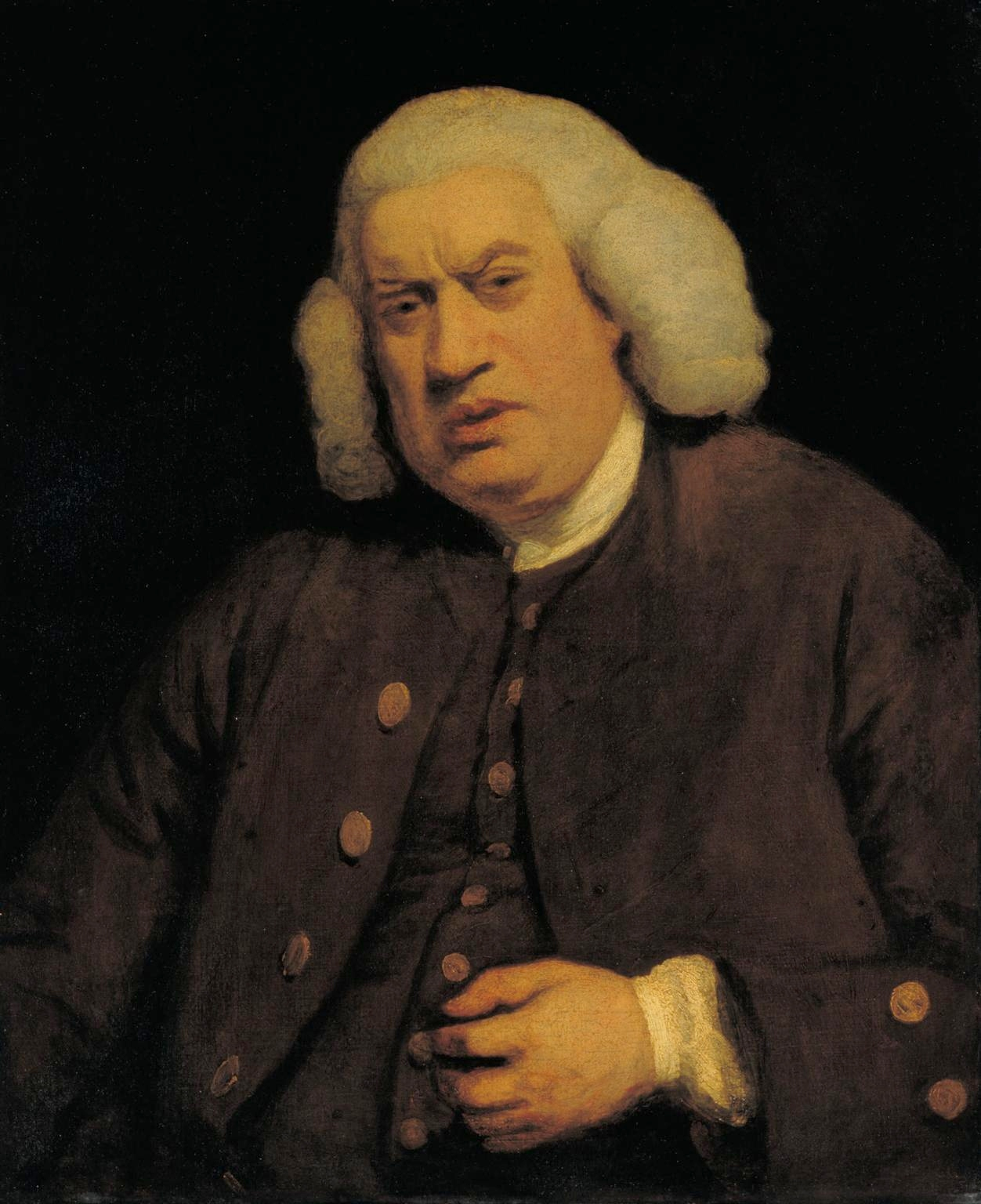
Samuel Johnson.

Charlotte Ramsay épouse Alexander Lennox, « un écossais indigent et insouciant », le 6 octobre 1747, le mariage est célébré à la Saint John Church de Mayfair, devenant ainsi Charlotte Lennox. Très peu de choses sont connues au sujet d'Alexander Lennox ; d'après les allusions de Charlotte Lennox, et une lettre adressée à Samuel Johnson, les biographes supposent qu'il est de la famille des Murrays de Brighton, le fils illégitime de Donald, comte de Duncan  et qu'il a écrit à la Chambre des lords pour que celle-ci reconnaisse sa noblesse, prétention qui lui est refusée. Le seul emploi qu'on lui connait est qu'il a été affecté au service des douanes britanniques de 1773 à 1782 grâce aux recommandations du Duc de Newcastle pour permettre à Charlotte Lennox de bénéficier d'une rente. D'après d'autres biographes, Alexander Lennox a travaillé pour le compte de William Strahan (éditeur) (en), un éditeur londonien qui aurait présenté Charlotte Lennox auprès de Samuel Johnson et Andrew Millar,.

### Carrière littéraire

#### Une brève carrière théâtrale

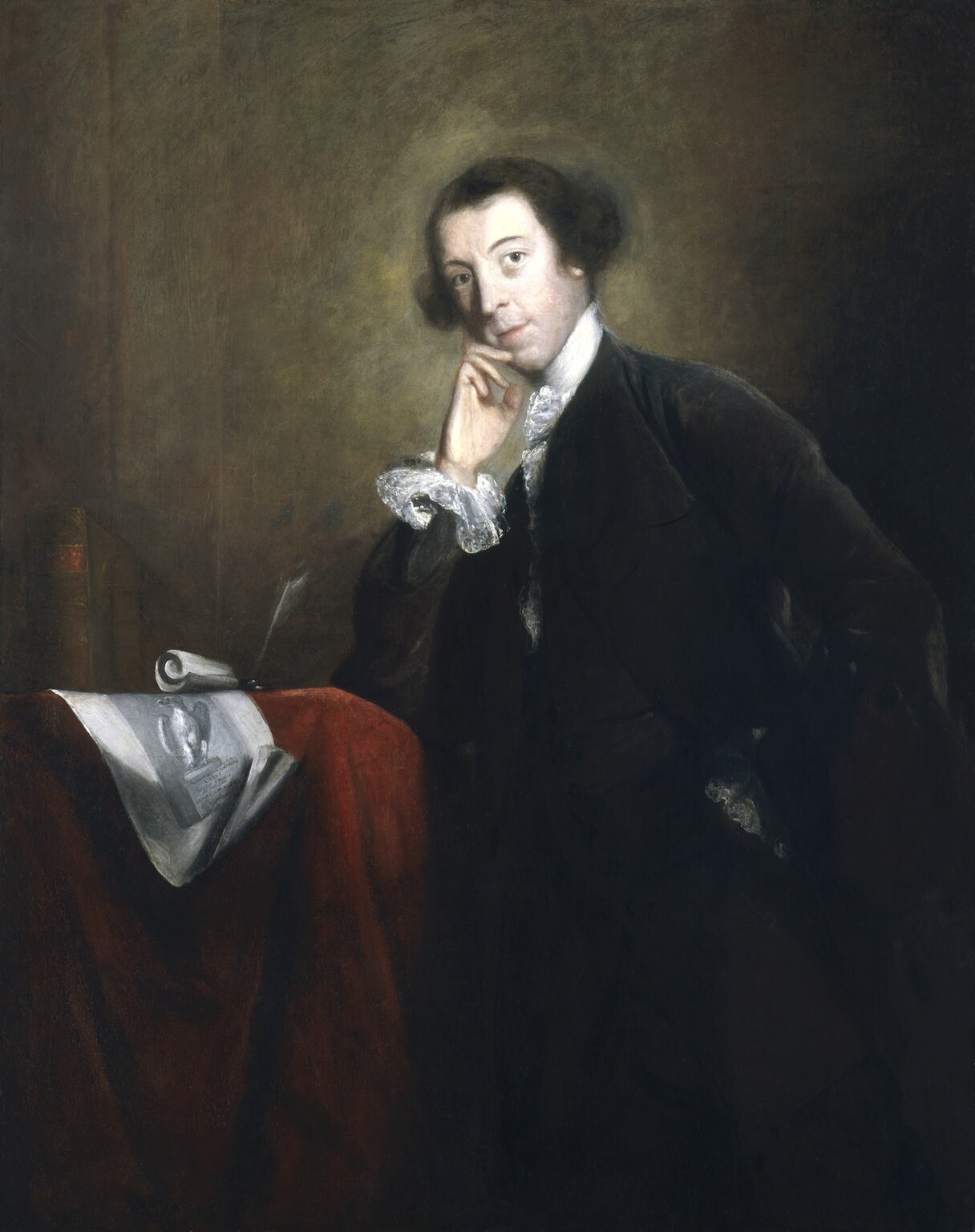
Horace Walpole.

En 1748, Charlotte Lennox tente sa chance en tant qu'actrice dramatique. Ses premières prestations sont éreintées par Horace Walpole dans une lettre adressée à George Montagu en date du 3 septembre 1748 qui la qualifie d' « actrice lamentable ». Elle tire tout de même un petit succès en tenant le rôle d'Almeria dans la pièce The Mourning Bride (en) de William Congreve, montée au Theatre Royal Haymarket le 22 février 1750. Ainsi, sa carrière d'actrice est éphémère et ne laisse aucune trace notable,.

#### Les premiers recueils de poèmes
En 1747 Charlotte Ramsay publie son premier recueil de poésie Poems on Several Occasions, dédié à Lady Isabella Finch dans l'espoir d'obtenir une place à la cour royale, espoirs ruinés par son mariage avec Alexander Lennox,.
Entre juin 1749 et janvier 1751, Charlotte Lennox est régulièrement citée au sein du Gentleman's Magazine dans la rubrique « Poésie », elle est qualifiée de « muse montante » comparée à la poète grecque Sappho. À partir de novembre 1750, le magazine publie des poèmes qui seront publiés dans un recueil sous le titre de The Art of Coquetry en 1751,.

#### The Life Of Harriot Stuart
En décembre 1750, parait The Life Of Harriot Stuart, premier roman de Charlotte Lennox. La réception par la critique est positive. Samuel Johnson est plus qu'admiratif, il organise une fête en son honneur qui dure une nuit entière peu de temps après l'avoir lu en décembre 1750. Durant cette fête, il compare Charlotte Lennox à Frances Burney, Elizabeth Carter, Hannah More, et il est applaudi par les convives quand il déclare qu'elle leur est même supérieure et lui décerne une couronne de lauriers,.

#### The Female Quixote

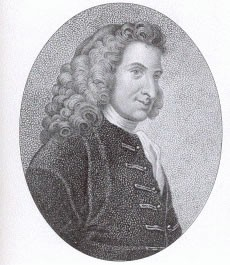
Henry Fielding.

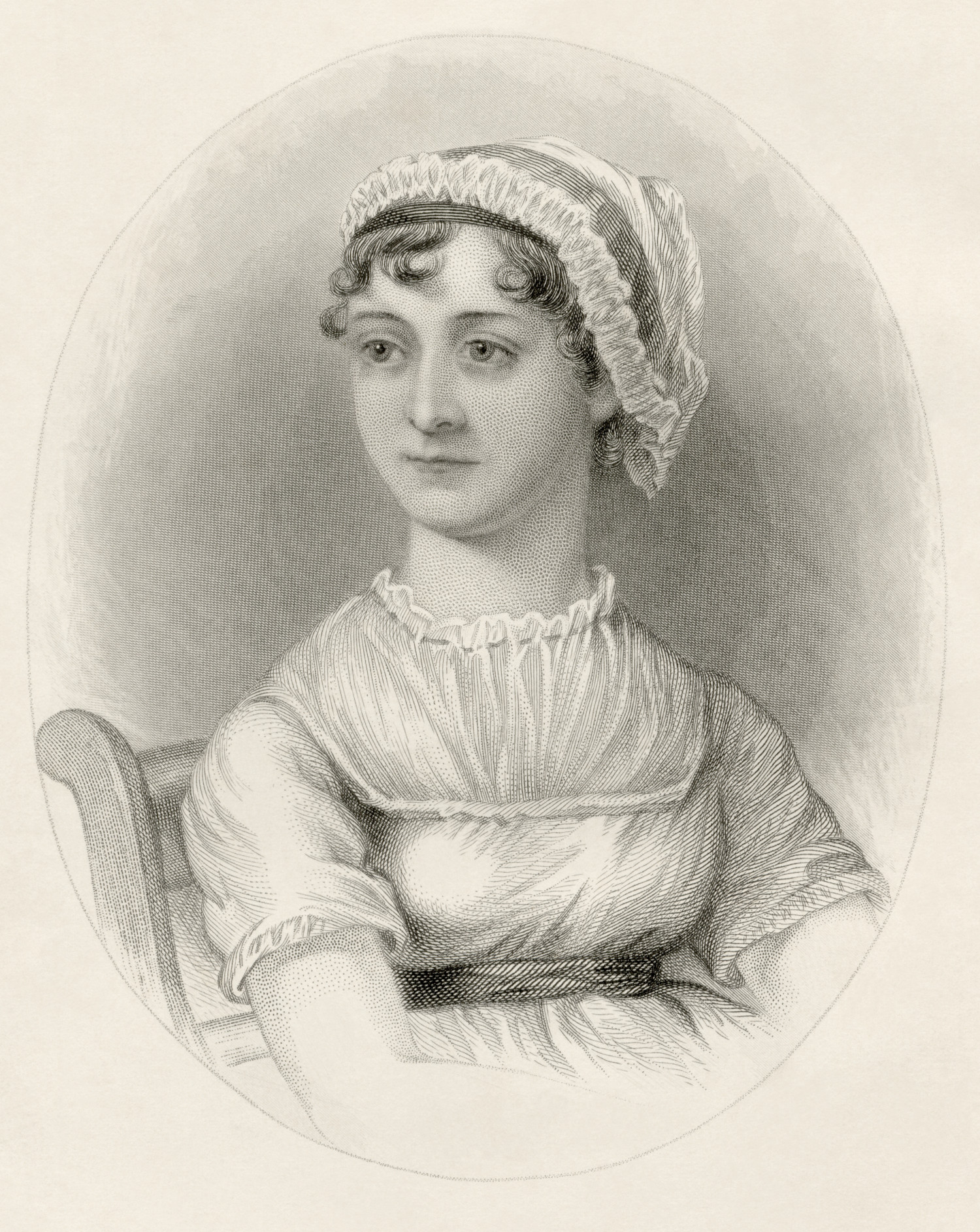
Jane Austen.

Après le succès de son premier roman, Charlotte Lennox est encouragée à continuer. Elle rédige son second roman qui est publié en mars 1752 sous le titre de The Female Quixote or, The Adventures of Arabella (en) d'après le Don Quichotte de Miguel de Cervantes. Le succès est immédiat, si bien qu'il faut faire une réédition qui a lieu au mois de juin 1752. Le roman est traduit en allemand, français et espagnol. Son roman est célébré par Henry Fielding qui déclare que The Female Quixote est supérieur à l'original de Cervantès. L'auteure Jane Austin en fait une de ses lectures préférées et s'en est inspirée pour l'écriture de son roman L'Abbaye de Northanger. Par le hasard des rencontres, Charlotte Lennox fait la connaissance de l'écrivain italien Giuseppe Baretti qui devient son ami jusqu'à sa mort ; ce dernier va l'aider à la traduction de The Female Quixote en italien,,.

#### Shakespear Illustrated
En  mai 1753, l'essai de Charlotte Lennox sur l'œuvre de Shakespeare est publié en deux volumes, suivi d'un troisième volume en février 1754. Il s'agit notamment d'une étude critique sur les sources littéraires de Shakespeare. Comme auparavant, Samuel Johnson la soutient par des articles au sein du Gentleman's Magazine, s'il n'approuve pas tout en revanche il félicite sa critique de la pièce Roméo et Juliette dont il va lui-même éditer in extenso dans un numéro du Gentleman's Magazine. 

#### Passage à vide (1754-1765)

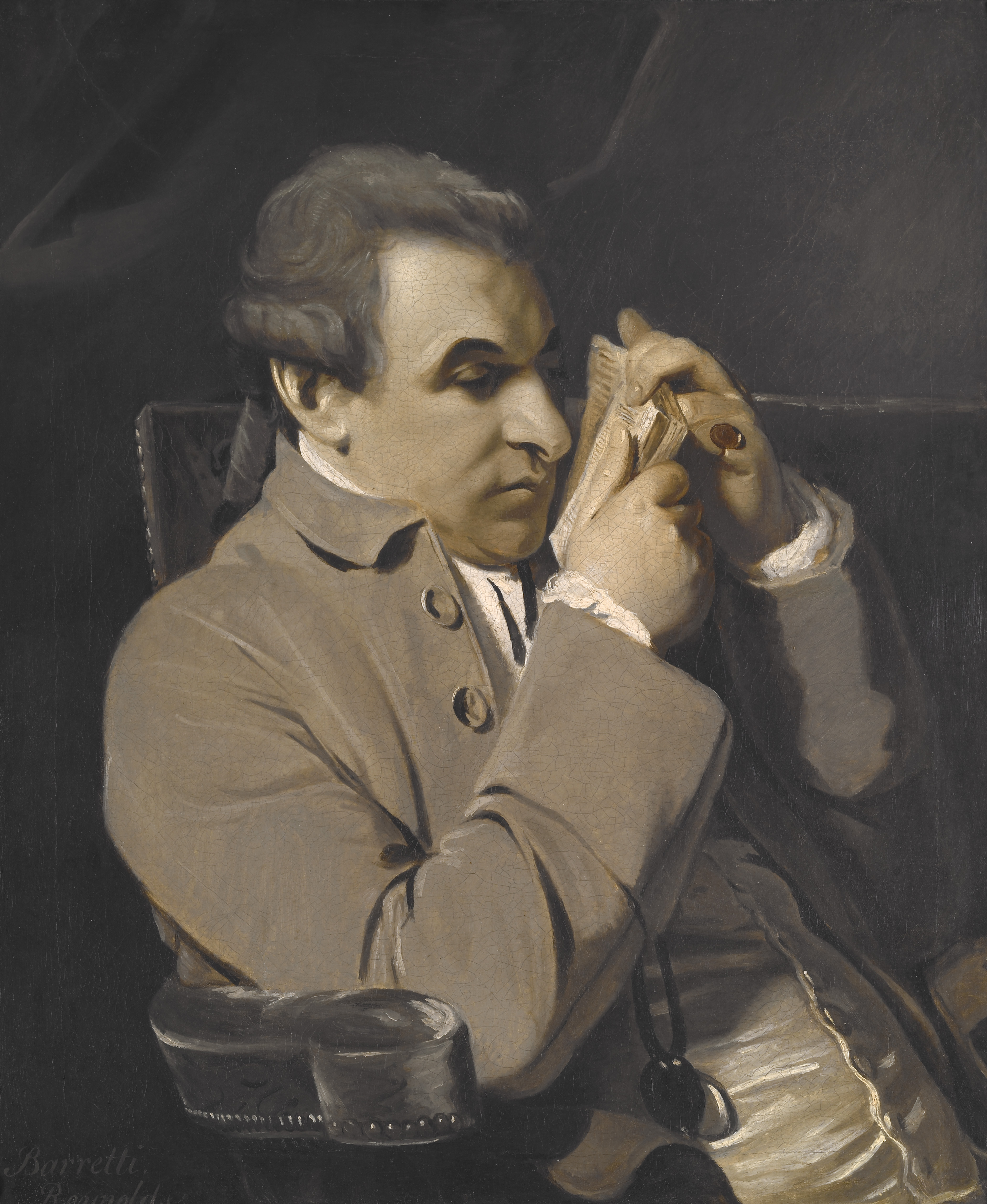
Portrait de Joseph Baretti par Joshua Reynolds.

Durant les huit années suivantes, Charlotte Lennox ne publie aucune œuvre d'envergure, son activité littéraire se cantonne principalement à des traductions, comme les Memoirs of the Countess of Berci en 1756, les Memoirs of Maximilian de Béthune en 1757, les Memoirs for the History of Madame de Maintenon, également en 1757 et dédicacée à la comtesse de Northumberland. Les diverses traductions bénéficient de critiques positives rédigées par Samuel Johnson. Ses propres créations littéraires sont une pièce de théâtre The Philander qui d'après le London Chronicle est montée le 1er décembre 1757, pièce influencée par le style poétique de Giuseppe Baretti ; malgré ses qualités, The Philander tombe rapidement dans l'oubli. Sa seconde création littéraire est la publication de son roman Henrietta qui d'après le London Evening Post est édité le 2 février 1758, qui n'a ni l'humour ni le génie de The Female Quixote, ce roman est considéré comme un roman de « bon aloi », sans plus. Malgré tout, il est réédité en 1761.  

### Vie privée
En 1748, Charlotte Ramsay épouse Alexander Lennox. Le couple donne naissance à deux enfants qui survécurent à la petite enfance, Harriot Holles Lennox (mort en 1782) et George Lewis Lennox (né en 1771). Séparée de son mari durant plusieurs années, le couple se sépare définitivement en 1793. Son mari quitte le pays pour les États-Unis après leur séparation, elle vit dans une pauvreté totale, parvenant à survivre uniquement grâce à l’assistance financière du Royal Literary Fund et la générosité de George Rose et de William Beloe,,.
Charlotte Lennox meurt le 4 janvier 1804 au monastère Dean's Yard de Westminster, puis elle est enterrée dans une tombe anonyme du cimetière Broad Court connu maintenant sous le nom du cimetière de Brompton de Westminster,.

## Œuvres
Quand une œuvre est suivie d'un identifiant ISBN, cela signifie qu'elle a fait l'objet de rééditions récentes sous forme de fac-similé ou non, l'identifiant est celui, en principe, de la réédition la plus récente, sans préjuger d'autres rééditions antérieures ou ultérieures. La lecture accessible en ligne est, tant que se faire se peut, la lecture de l'édition originale.

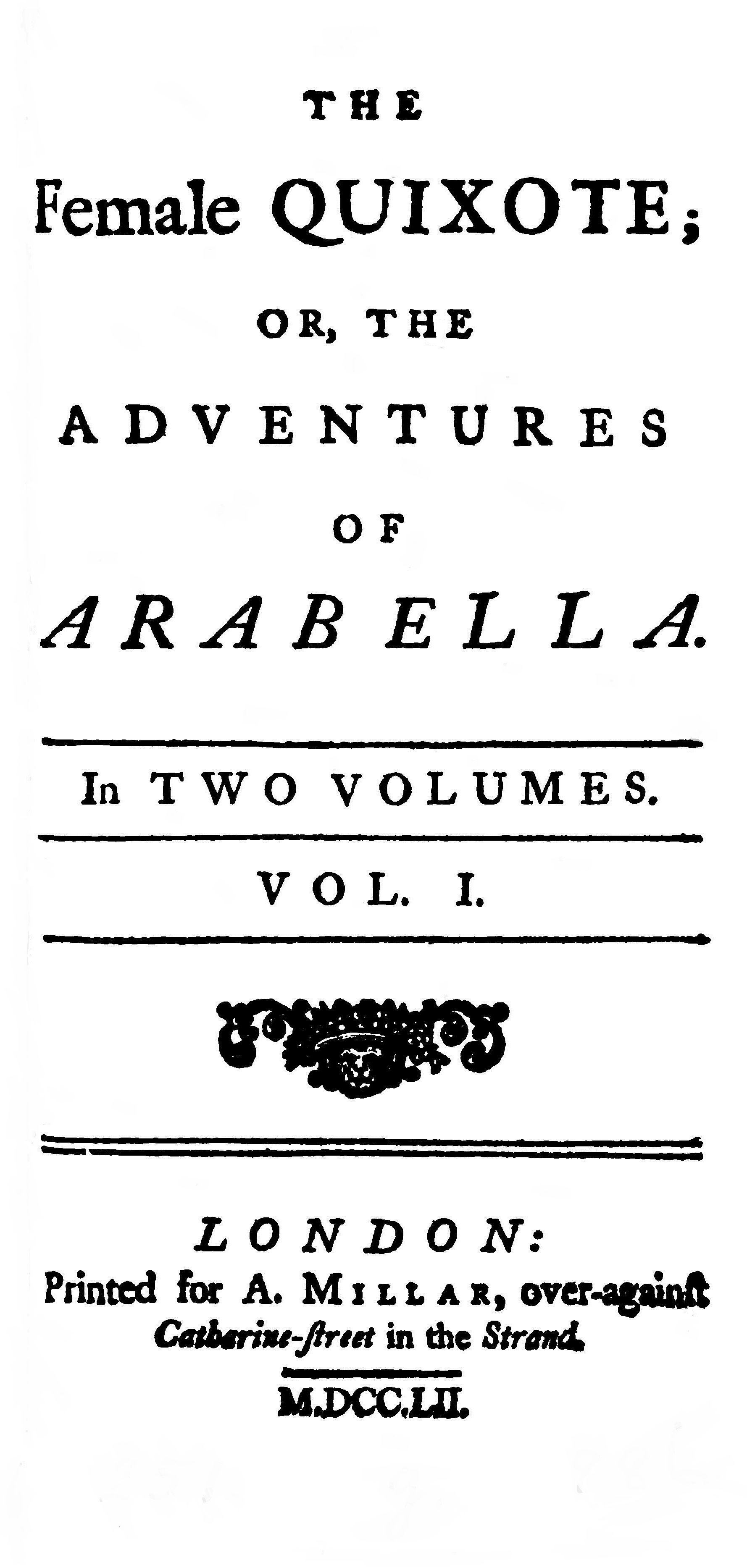
The Female Quixote, 1752

### Recueils de poèmes
- Poems On Several Occasions : Written By A Young Lady, Londres, S. Paterson (réimpr. 2015) (1re éd. 1747), 94 p. (ISBN 9781354037461, OCLC 1205007430),
- The Art of Coquetry (réimpr. 2012) (1re éd. 1751) (OCLC 1053492939),

### Romans
- The Life Of Harriot Stuart Written By Herself, Londres, J. Payne, and J. Bouquet (réimpr. 2004) (1re éd. décembre 1750), 232 p. (ISBN 9781419169588, OCLC 324998634),
- The Female Quixote (réimpr. 2007) (1re éd. 1752), 528 p. (ISBN 9781101493601, OCLC 1034678556, lire en ligne),
- Henrietta (réimpr. 20 juin 2008) (1re éd. 1 juin 1758), 328 p. (ISBN 9780813191904),
- Sophia, Londres, James Fletcher (réimpr. 14 février 2008) (1re éd. 1762), 254 p. (ISBN 9781551116419, lire en ligne),
- The History of Eliza (1766)
- Hermione, or The Orphan Sisters, Londres, William Lane, the Minerva Press, 1791,
- Euphemia, Londres, T. Cadell (réimpr. 2008) (1re éd. 1791), 472 p. (ISBN 9781551116181, OCLC 642516701),

### Théâtre
- Philander. a Dramatic Pastoral, Londres, A. Millar, Gale Ecco, (réimpr. 2 juin 2010) (1re éd. 1758), 80 p. (ISBN 9781170181461, OCLC 504414345),
- The Sister : A Comedy, Londres, J. Dodsley and T. Davies (réimpr. 2018) (1re éd. 1769), 72 p. (ISBN 9781379442790, OCLC 1167368797),
- Old City Manners. : A Comedy, Londres, T. Becket, 1775, 66 p. (OCLC 728273032),

### Correspondance
- Norbert Schurer (dir.), Charlotte Lennox : Correspondence and Miscellaneous Documents, Lanham, Maryland, Bucknell University Press, 12 mars 2014, 423 p. (ISBN 9781611485677),

### Essais
- Shakespear Illustrated : Or, the Novels and Histories, on Which the Plays of Shakespear Are Founded (réimpr. 2010) (1re éd. 1753), 316 p. (ISBN 9780341860594, OCLC 1205148087, lire en ligne),